# Vương Quốc Tuấn
Vương Quốc Tuấn (sinh ngày 3 tháng 10 năm 1977) là chính trị gia nước Cộng hòa xã hội chủ nghĩa Việt Nam. Ông hiện là Ủy viên dự khuyết Ban Chấp hành Trung ương Đảng Cộng sản Việt Nam khóa XIII, Phó Bí thư Tỉnh ủy, Bí thư Ban Cán sự Đảng, Chủ tịch Ủy ban nhân dân tỉnh Bắc Ninh, . Ông nguyên là Phó Bí thư Ban Cán sự Đảng, Phó Chủ tịch Thường trực Ủy ban nhân dân tỉnh Bắc Ninh, Bí thư Thành ủy thành phố Bắc Ninh; Ủy viên Ban Chấp hành Trung ương Đoàn Thanh niên Cộng sản Hồ Chí Minh, Bí thư Tỉnh đoàn tỉnh Bắc Ninh.
Vương Quốc Tuấn là Đảng viên Đảng Cộng sản Việt Nam, học vị Cử nhân Quản lý xã hội, Thạc sĩ Quản lý giáo dục, Tiến sĩ Quản trị kinh doanh, Cao cấp lý luận chính trị. Ông là chính trị gia xuất phát từ sự nghiệp công tác thanh niên ở tỉnh Bắc Ninh.

## Xuất thân và giáo dục
Vương Quốc Tuấn sinh ngày 3 tháng 10 năm 1977 ở xã Đại Phúc, huyện Quế Võ, tỉnh Hà Bắc, Việt Nam, nay là phường Đại Phúc, thành phố Bắc Ninh. Ông có quê quán tại phường Kinh Bắc, thành phố Bắc Ninh, tỉnh Bắc Ninh. Ông lớn lên và tốt nghiệp 12/12 ở quê nhà, bắt đầu học đại học ở Hà Nội từ năm 1995, tốt nghiệp Cử nhân Xã hội chuyên ngành Quản lý xã hội năm 1999. Ông theo học cao học và là Thạc sĩ Quản lý giáo dục, rồi trúng tuyển chương trình nghiên cứu sinh sau đại học liên kết giữa Đại học Thái Nguyên và Đại học Tổng hợp Southern Luzon, hợp tác Việt Nam – Philippines ở tỉnh Thái Nguyên năm 2011. Năm 2015, ông bảo vệ thành công luận án tiến sĩ đề tài "Phát triển doanh nghiệp vừa và nhỏ trong các làng nghề truyền thống của tỉnh Bắc Ninh", trở thành Tiến sĩ Quản trị kinh doanh.
Ngày 20 tháng 1 năm 2004, Vương Quốc Tuấn được kết nạp Đảng Cộng sản Việt Nam, trở thành đảng viên chính thức vào ngày 20 tháng 1 năm 2005. Trong quá trình hoạt động Đảng và Nhà nước, ông theo học các khóa tại Học viện Chính trị Quốc gia Hồ Chí Minh, nhận bằng Cao cấp lý luận chính trị. Nay, ông thường trú tại số 22, phố Nguyễn Viết Xuân, phường Ninh Xá, thành phố Bắc Ninh, tỉnh Bắc Ninh.

## Sự nghiệp

### Công tác thanh niên
Tháng 5 năm 2000, Vương Quốc Tuấn bắt đầu sự nghiệp của mình tại Bắc Ninh khi được tuyển dụng vào Đoàn Thanh niên Cộng sản Hồ Chí Minh tỉnh Bắc Ninh, vị trí Chuyên viên Văn phòng Tỉnh đoàn. Năm 2002, ông được thăng chức làm Phó Chánh Văn phòng Tỉnh đoàn. Tháng 4 năm 2003, ông được bầu làm Ủy viên Ban Chấp hành Tỉnh đoàn Bắc Ninh khóa XI, phân công phụ trách Văn phòng, Quyền Chánh Văn phòng Tỉnh đoàn. Tháng 6 năm 2004, ông được bầu vào Ban Thường vụ Tỉnh đoàn, nhậm chức Chánh Văn phòng Tỉnh đoàn, rồi được điều chuyển làm Trưởng ban Tuyên giáo kiêm Giám đốc Trung tâm Giới thiệu việc làm thanh niên tỉnh Bắc Ninh, đơn vị thuộc Tỉnh đoàn Bắc Ninh. Tháng 11 năm 2009, ông được bầu làm Phó Bí thư Tỉnh đoàn, và là Phó Bí thư Chi bộ, Phó Bí thư thường trực, Chủ tịch Hội Liên hiệp Thanh niên tỉnh Bắc Ninh, Chủ tịch Hội Sinh viên tỉnh Bắc Ninh từ năm 2011. Tháng 5 năm 2012, Vương Quốc Tuấn được bầu làm Bí thư Tỉnh đoàn Bắc Ninh, Ủy viên Ban Chấp hành Trung ương Đoàn Thanh niên Cộng sản Hồ Chí Minh; sau đó được bầu bổ sung vào Ban Chấp hành Đảng bộ tỉnh Bắc Ninh. Tính đến năm 2015, ông có 15 năm hoạt động trong lĩnh vực công tác thanh niên ở tỉnh Bắc Ninh.

### Bắc Ninh
Ngày 8 tháng 5 năm 2015, Tỉnh ủy Bắc Ninh triệu tập hội nghị và quyết định điều chuyển Vương Quốc Tuấn giữ chức Bí thư Thành ủy thành phố Bắc Ninh, tỉnh lỵ. Tháng 9 cùng năm, tại Đại hội Đảng bộ tỉnh Bắc Ninh lần thứ 19, ông tái đắc cử là Tỉnh ủy viên, được bầu vào Ban Thường vụ Tỉnh ủy, tiếp tục là Bí thư Thành ủy Bắc Ninh nhiệm kỳ 2015 – 2020. Ngày 10 tháng 7 năm 2020, Hội đồng nhân dân tỉnh Bắc Ninh triệu tập kỳ họp, nhất trí bầu Vương Quốc Tuấn làm Phó Chủ tịch Ủy ban nhân dân tỉnh Bắc Ninh, sau đó được Thủ tướng Nguyễn Xuân Phúc quyết định phê chuẩn vị trí này. Ông được miễn nhiệm chức vụ Bí thư Thành ủy Bắc Ninh, bàn giao cho Nguyễn Nhân Chinh, và chuyển sang làm Phó Bí thư Ban Cán sự Đảng, Phó Chủ tịch thường trực Ủy ban nhân dân tỉnh. Tháng 9 năm 2020, tại Đại hội Đảng bộ tỉnh lần thứ 20, ông tái đắc cử là Ủy viên Ban Thường vụ Tỉnh ủy, sau đó, ông là đại biểu tại Đại hội Đại biểu toàn quốc Đảng Cộng sản Việt Nam lần thứ 13 và được bầu làm Ủy viên dự khuyết Ban Chấp hành Trung ương Đảng Cộng sản Việt Nam khóa XIII, nhiệm kỳ 2021 – 2026 vào ngày 30 tháng 1. Ông cũng là Đại biểu Hội đồng nhân dân tỉnh Bắc Ninh khóa XVIII nhiệm kỳ 2021 – 2026.
Chiều 29-7-2024, theo thông tin từ Cổng thông tin điện tử tỉnh Bắc Ninh, Ban Thường vụ Tỉnh ủy Bắc Ninh triệu tập hội nghị Ban Chấp hành Đảng bộ tỉnh và hội nghị cán bộ chủ chốt của tỉnh để họp về công tác cán bộ.
Theo đó, Ban Chấp hành Đảng bộ tỉnh Bắc Ninh bầu bổ sung ông Vương Quốc Tuấn, Phó Chủ tịch Thường trực phụ trách điều hành UBND tỉnh, làm Phó Bí thư Tỉnh ủy Bắc Ninh khóa XX, nhiệm kỳ 2020 - 2025.
Chiều 31-7-2024, Cổng thông tin điện tử UBND tỉnh Bắc Ninh cho biết tại kỳ họp thứ 19 (chuyên đề), HĐND tỉnh khóa XIX, nhiệm kỳ 2021 - 2026, ông Vương Quốc Tuấn - Phó Chủ tịch Thường trực phụ trách điều hành UBND tỉnh Bắc Ninh - được bầu giữ chức Chủ tịch UBND tỉnh khóa XIX, nhiệm kỳ 2021 - 2026.

## Khen thưởng
Trong sự nghiệp của mình, Vương Quốc Tuấn nhận được những giải thưởng như:
- Huân chương Lao động hạng Ba năm 2019;
- Bằng khen của Thủ tướng Chính phủ Nguyễn Tấn Dũng năm 2012, 2016;
- Bằng khen của Trung ương Đoàn Thanh niên Cộng sản Hồ Chí Minh năm 2005, 2008, 2009, 2010, 2011;
- Bằng khen của Giám đốc Học viện Chính trị Quốc gia Hồ Chí Minh Lê Hữu Nghĩa năm 2008, Nguyễn Xuân Thắng năm 2019;
- Bằng khen của Bộ trưởng Bộ Quốc phòng, Đại tướng Ngô Xuân Lịch năm 2019;
- Bằng khen của Ủy ban Trung ương Hội Liên hiệp thanh niên Việt Nam năm 2009;
- Bằng khen của Chủ tịch Ủy ban Olympic Việt Nam Hoàng Tuấn Anh năm 2013;
- Chiến sĩ thi đua cấp tỉnh Bắc Ninh năm 2011, 2014, 2016, 2020;
- Bằng khen của Ban Thường vụ Tỉnh ủy Bắc Ninh năm 2017;
- Bằng khen của Chủ tịch Ủy ban nhân dân tỉnh Bắc Ninh năm 2006, 2007, 2010, 2011, 2015, 2017;